# جو بيكويذ
جو بيكويذ (بالإنجليزية: Joe Beckwith)‏ هو لاعب كرة قاعدة أمريكي، ولد في 28 يناير 1955 في أوبيليكا في الولايات المتحدة.

## وصلات خارجية
- جو بيكويذ على موقع دوري كرة القاعدة الرئيسي (الإنجليزية)
- جو بيكويذ على موقعبيزبول رفرنس.كوم (الدوري الرئيسي) (الإنجليزية)
- جو بيكويذ على موقعبيزبول رفرنس.كوم (الدوري الثانوي) (الإنجليزية)
- جو بيكويذ على موقع مشجعي الرسوم البيانية (الإنجليزية)